# Elchniederungsbahn
| Elchniederungsbahn (blau) Staatsbahnstrecken (grün) Kreisgrenze bis 1920 (rot) heutige litauisch-russische Staatsgrenze (gelb) |                     |                                              |                                              |
| Streckenlänge: | 53,4 km             |                                              |                                              |
| Spurweite: | 750 mm (Schmalspur) |                                              |                                              |
| |                     |                                              |                                              |
| (Groß) Brittanien–Kaukehmen (Kuckerneese)–Karkeln |                     |                                              |                                              |
| Kursbuchstrecke: | DR 120j (1934)      |                                              |                                              |
| Streckenlänge: | 36,9 km             |                                              |                                              |
| |                     |                                              |                                              |
| (Groß) Brittanien–Seckenburg |                     |                                              |                                              |
| Kursbuchstrecke: | DR 120j (1934)      |                                              |                                              |
| Streckenlänge: | 21,7 km             |                                              |                                              |
| |                     |                                              |                                              |
| \| \| \| Staatsbahn Königsberg–Tilsit von Tilsit \| \| \| \| 0,0 \| Groß Brittanien/Brittanien (Ostpr) Klbf \| (Schtscheglowka) \| \| \| \| Staatsbahn Königsberg–Tilsit nach Königsberg \| \| \| \| 2,4 \| Neukirch (Ostpr) \| (Timirjasewo) \| \| \| 5,2 \| Budehlischken/Hocheneiche (Ostpr) \| Budehlischken/Hocheneiche (Ostpr) \| \| \| \| \| \| \| \| 8,4 \| Bogdahnen/Bolzfelde \| (Werchni Bisser) \| \| \| 10,1 \| Neu Sköpen \| Neu Sköpen \| \| \| 10,8 \| Alt Sköpen \| (Mostowoje) \| \| \| 12,3 \| Gut Neuhoff/Neuhof-Kaukehmen \| Gut Neuhoff/Neuhof-Kaukehmen \| \| \| 13,5 \| Trumpeiten/Trumpenau \| Trumpeiten/Trumpenau \| \| \| 14,7 \| Kaukehmen/Kuckerneese \| (Jasnoje) \| \| \| 15,4 \| Kaukehmen-West/Kuckerneese-West \| Kaukehmen-West/Kuckerneese-West \| \| \| 17,2 \| Groß Allgawischken/Schlichtingen \| Groß Allgawischken/Schlichtingen \| \| \| 18,0 \| Klein Allgawischken/Allgau \| Klein Allgawischken/Allgau \| \| \| 18,7 \| Schneiderende \| Schneiderende \| \| \| 21,2 \| Schakuhnen (Ostpr)/Schakendorf \| (Lewobereschnoje) \| \| \| 23,0 \| Schudereiten/Jägerhöh \| Schudereiten/Jägerhöh \| \| \| 25,7 \| Spucken/Stucken \| (Jasnopoljanka) \| \| \| 28,1 \| Ackelningken/Ackeln \| Ackelningken/Ackeln \| \| \| 29,2 \| Lukischken/Luken \| Lukischken/Luken \| \| \| 31,8 \| Kallningken/Herdenau \| (Prochladnoje) \| \| \| 34,1 \| Tramischen/Trammen \| (Rasdolnoje) \| \| \| 36,9 \| Karkeln \| (Myssowka) \| \| \| \| \| \| \| \| 7,9 \| Wolfsberg \| Wolfsberg \| \| \| 10,6 \| Reatischken/Budeweg \| (Aisty) \| \| \| 12,2 \| Andreischken/Nassenfelde \| Andreischken/Nassenfelde \| \| \| 14,6 \| Norwischeiten/Schwanensee \| Norwischeiten/Schwanensee \| \| \| 17,1 \| Lappienen/Rauterskirch \| (Bolschije Bereschki) \| \| \| 20,3 \| Kryszahnen/Seckenburg Hp \| Kryszahnen/Seckenburg Hp \| \| \| 21,7 \| Kryszahnen/Seckenburg \| (Sapowednoje) \| \| \| \| Lände am Kleinen Friedrichsgraben[1] \| (Greituschke) \| |                     |                                              |                                              |
| Strecke |                     | Staatsbahn Königsberg–Tilsit von Tilsit      | Staatsbahn Königsberg–Tilsit von Tilsit      |
| Bahnhof | 0,0                 | Groß Brittanien/Brittanien (Ostpr) Klbf      | (Schtscheglowka)                             |
| Abzweig ehemals geradeaus und nach links |                     | Staatsbahn Königsberg–Tilsit nach Königsberg | Staatsbahn Königsberg–Tilsit nach Königsberg |
| Haltepunkt / Haltestelle (Strecke außer Betrieb) | 2,4                 | Neukirch (Ostpr)                             | (Timirjasewo)                                |
| Bahnhof (Strecke außer Betrieb) | 5,2                 | Budehlischken/Hocheneiche (Ostpr)            | Budehlischken/Hocheneiche (Ostpr)            |
| Verschwenkung von links (Strecke außer Betrieb) · Verschwenkung von rechts (Strecke außer Betrieb) |                     |                                              |                                              |
| Strecke (außer Betrieb) · Haltepunkt / Haltestelle (Strecke außer Betrieb) | 8,4                 | Bogdahnen/Bolzfelde                          | (Werchni Bisser)                             |
| Strecke (außer Betrieb) · Haltepunkt / Haltestelle (Strecke außer Betrieb) | 10,1                | Neu Sköpen                                   | Neu Sköpen                                   |
| Strecke (außer Betrieb) · Haltepunkt / Haltestelle (Strecke außer Betrieb) | 10,8                | Alt Sköpen                                   | (Mostowoje)                                  |
| Strecke (außer Betrieb) · Haltepunkt / Haltestelle (Strecke außer Betrieb) | 12,3                | Gut Neuhoff/Neuhof-Kaukehmen                 | Gut Neuhoff/Neuhof-Kaukehmen                 |
| Strecke (außer Betrieb) · Haltepunkt / Haltestelle (Strecke außer Betrieb) | 13,5                | Trumpeiten/Trumpenau                         | Trumpeiten/Trumpenau                         |
| Strecke (außer Betrieb) · Haltepunkt / Haltestelle (Strecke außer Betrieb) | 14,7                | Kaukehmen/Kuckerneese                        | (Jasnoje)                                    |
| Strecke (außer Betrieb) · Haltepunkt / Haltestelle (Strecke außer Betrieb) | 15,4                | Kaukehmen-West/Kuckerneese-West              | Kaukehmen-West/Kuckerneese-West              |
| Strecke (außer Betrieb) · Haltepunkt / Haltestelle (Strecke außer Betrieb) | 17,2                | Groß Allgawischken/Schlichtingen             | Groß Allgawischken/Schlichtingen             |
| Strecke (außer Betrieb) · Haltepunkt / Haltestelle (Strecke außer Betrieb) | 18,0                | Klein Allgawischken/Allgau                   | Klein Allgawischken/Allgau                   |
| Strecke (außer Betrieb) · Haltepunkt / Haltestelle (Strecke außer Betrieb) | 18,7                | Schneiderende                                | Schneiderende                                |
| Strecke (außer Betrieb) · Haltepunkt / Haltestelle (Strecke außer Betrieb) | 21,2                | Schakuhnen (Ostpr)/Schakendorf               | (Lewobereschnoje)                            |
| Strecke (außer Betrieb) · Haltepunkt / Haltestelle (Strecke außer Betrieb) | 23,0                | Schudereiten/Jägerhöh                        | Schudereiten/Jägerhöh                        |
| Strecke (außer Betrieb) · Haltepunkt / Haltestelle (Strecke außer Betrieb) | 25,7                | Spucken/Stucken                              | (Jasnopoljanka)                              |
| Strecke (außer Betrieb) · Haltepunkt / Haltestelle (Strecke außer Betrieb) | 28,1                | Ackelningken/Ackeln                          | Ackelningken/Ackeln                          |
| Strecke (außer Betrieb) · Haltepunkt / Haltestelle (Strecke außer Betrieb) | 29,2                | Lukischken/Luken                             | Lukischken/Luken                             |
| Strecke (außer Betrieb) · Haltepunkt / Haltestelle (Strecke außer Betrieb) | 31,8                | Kallningken/Herdenau                         | (Prochladnoje)                               |
| Strecke (außer Betrieb) · Haltepunkt / Haltestelle (Strecke außer Betrieb) | 34,1                | Tramischen/Trammen                           | (Rasdolnoje)                                 |
| Strecke (außer Betrieb) · Kopfbahnhof Streckenende (Strecke außer Betrieb) | 36,9                | Karkeln                                      | (Myssowka)                                   |
| Verschwenkung nach links (Strecke außer Betrieb) |                     |                                              |                                              |
| Haltepunkt / Haltestelle (Strecke außer Betrieb) | 7,9                 | Wolfsberg                                    | Wolfsberg                                    |
| Bahnhof (Strecke außer Betrieb) | 10,6                | Reatischken/Budeweg                          | (Aisty)                                      |
| Haltepunkt / Haltestelle (Strecke außer Betrieb) | 12,2                | Andreischken/Nassenfelde                     | Andreischken/Nassenfelde                     |
| Haltepunkt / Haltestelle (Strecke außer Betrieb) | 14,6                | Norwischeiten/Schwanensee                    | Norwischeiten/Schwanensee                    |
| Haltepunkt / Haltestelle (Strecke außer Betrieb) | 17,1                | Lappienen/Rauterskirch                       | (Bolschije Bereschki)                        |
| Haltepunkt / Haltestelle (Strecke außer Betrieb) | 20,3                | Kryszahnen/Seckenburg Hp                     | Kryszahnen/Seckenburg Hp                     |
| Bahnhof (Strecke außer Betrieb) | 21,7                | Kryszahnen/Seckenburg                        | (Sapowednoje)                                |
| |                     | Lände am Kleinen Friedrichsgraben            | (Greituschke)                                |

Die Elchniederungsbahn war ein Kleinbahnbetrieb im ehemaligen Landkreis Elchniederung in der preußischen Provinz Ostpreußen. Entsprechend dem ursprünglichen Namen des Kreises hieß sie bis 1938 Niederungsbahn.

## Geschichte
Das Gebiet des Landkreises Elchniederung erstreckte sich im Mündungsdelta des Memelflusses vom westlichen Stadtrand Tilsits bis zum Kurischen Haff. Nach dem Ersten Weltkrieg war noch der auf dem linken Flussufer liegende Teil des Kreises Heydekrug hinzugekommen.
Der Anschluss an das Eisenbahnnetz war erst 1891 durch die Staatsbahnstrecke Tilsit–Labiau–Königsberg erfolgt, an der die Kreisstadt Heinrichswalde lag.
Danach erhielt das Land bis zum Haff  einen Schienenweg durch die Niederungsbahn. Die Insterburger Kleinbahn-AG nahm den ersten Abschnitt am 7. Juli 1902 in Betrieb; er begann am Bahnhof der Ortschaft Groß Brittanien und führte in nordwestlicher Richtung über Budehlischken (Hoheneiche, heute nicht mehr existent) nach Kaukehmen (später: Kuckerneese), dem damaligen Verwaltungssitz des Kreises. In Kaukehmen lebten seinerzeit 2.200 Einwohner.
Erst im Februar 1911 erreichte die 37 Kilometer lange Bahn das Haff bei dem Ort Karkeln; im selben Jahr wurde am 20. November eine Zweigbahn von Budehlischken nach Seckenburg (17 km) eröffnet. Damit war das in der Schmalspur von 750 mm angelegte Kleinbahnnetz insgesamt 53 Kilometer lang.
Die Betriebsführung oblag der Ostdeutschen Eisenbahn-Gesellschaft (ODEG) in Königsberg.
Im Jahre 1939 standen folgende Fahrzeuge zur Verfügung: sechs Dampflokomotiven, elf Personen-, vier Pack- und 107 Güterwagen sowie fünf Omnibusse.
Bereits am 10. Juni 1929 war der Schienenverkehr durch Buslinien ergänzt worden: eine Linie führte von Tilsit nach Karkeln, die andere von Heinrichswalde nach Seckenburg.